# Anelaphus submoestus
Anelaphus submoestus är en skalbaggsart som beskrevs av Linsley 1942. Anelaphus submoestus ingår i släktet Anelaphus och familjen långhorningar. Inga underarter finns listade i Catalogue of Life.